# Самедова, Фазиля Ибрагим кызы
Фазиля Ибрагим кызы Самедова (азерб. Səmədova Fəzilə İbrahim qızı; 29 марта 1929, город Шемаха, Азербайджанская ССР — 1 января 2020) — азербайджанский инженер, химик-технолог, доктор химических наук, член-корреспондент НАН Азербайджана (2001).

## Биография
Самедова Фазиля родилась в городе Шемахе в многодетной семье. Её отец был выпускником Шемахинского русского реального училища, которое в начале XX века было достаточно престижным учебным заведением на Кавказе. Он работал на руководящих должностях, был секретарём райкома, заместителем министра. Мать, хотя и не получила образования, была интеллигентной женщиной. Все дети в их семье получили техническое образование. Когда Фазиля была маленькой, отца направили на работу в Баку, и семья перебралась в столицу. Здесь Фазиля пошла в школу № 132. По словам Самедовой Ф., из этой школы впоследствии вышло много деятелей культуры и науки Азербайджана. После окончания школы в 1946 с золотой медалью, Фазиля ханум поступила без экзаменов в университет. По примеру брата она хотела стать геологом, ей хотелось ездить в экспедиции, но однако брат настоял, чтобы она подала заявление на химико-технологический факультет Азербайджанского индустриального института (с 1992 г. — Азербайджанская государственная нефтяная академия). После окончания института в 1951 году Самедова Ф. получает диплом инженера химика-технолога. В 1951—1955 годах учится в аспирантуре Московского нефтяного института имени И. М. Губкина. В феврале 1956 года под руководством профессора Н. И. Черножукова Самедова Ф. защитила кандидатскую диссертацию и получила степень кандидата технических наук. Позднее, защитив диссертацию по теме «Дистилляция бакинских парафиновых нефтей с помощью экономически выгодных технологий, получение остаточных масел и перспективы их организации в Азербайджане», Самедова Ф. получила степень доктора химических наук. В 1987 году — профессор, а с 1995 года — действительный член Нью-Йоркской Академии наук. После окончания Московского нефтяного института до 1960 года она работала в Институте нефти и химии имени М.Азизбекова на кафедре «Химия и технология нефтей». С 1960-го по 1981 годы ученый работала в лаборатории «Химия и технология масел» Азербайджанского государственного института нефтехимических процессов имени М.Алиева старшим научным сотрудником. С 1982 года заведовала лабораторией «Исследование нефтей и технология масел». С 2001 года — член-корреспондент НАНА.

## Научная деятельность
Вся научная жизнь Самедовой Ф. посвящена исследованию состава и свойств азербайджанских нефтей. Основные направления её деятельности — изучение состава и свойств нефтей новых месторождений Азербайджана с целью выдачи рекомендаций по их рациональной сортировке и переработке; расширение ресурсов сырья, улучшение качества и усовершенствование технологии получения масел, часть исследований, проведенных в данном направлении, внедрены в промышленность. Созданы и запатентованы новые энергосберегающие, экологически чистые технологические процессы с целью получения высокоиндексных низкозастывающих масел. Изучен состав и свойства высокомолекулярных гетероатомных соединений, в том числе микроэлементный состав азербайджанской нефти. Создан новый метод выделения асфальтенов. Создан банк данных физико-химических свойств Азербайджанских нефтей и т. д.. В последнее время Ф.Самедова ведет исследования по гидрокрекингу нефти. Самедову Ф. неоднократно избрали членом Ученых советов и Специализированных научных комиссий, как в Азербайджане, так и за пределами нашей страны. Она является членом редколлегии двух научных журналов. Она соавтор в 450 опубликованных работах, в их числе 23 монографий, 70 изобретений. Она подготовила 16 кандидатов и 4-х докторов наук.

## Семья и личные интересы
Муж Самедовой Ф. — также ученый, кандидат геолого-минералогических наук, доктор химических наук, профессор кристаллографии. Их сферы были близки и поэтому муж всегда поощрял и поддерживал её. Дочь — кандидат геолого-минералогичских наук, внук — магистр экономики, работает в частной компании. Ф.Самедова активно путешествует. Начиная с 1964 года она постоянно участвовала в международных научных симпозиумах и конференциях: Германия, Ирак (3 месяца работала консультантом), Турция (месяц работы), Пекин, Пакистан, Франция, Англия, Венгрия, Италия, Чехословакия, Бельгия, Австрия, побывала во многих городах России. Кроме того, она очень любит читать: «Научная литература — это, как правило каждый день, ведь нужно быть в курсе всего не только по своей специальности. Я читаю научные журналы от корки до корки. Каждая статья пусть даже не по моей области, но содержит рациональное зерно, которое я беру на вооружение и применяю». Наряду со строгостью к своим работникам и ученикам, Самедова Ф. обладает лиризмом, пишет замечательные стихи, слагает баяты, любит Пикуля B.

## Награды и премии
- 1970 — Юбилейная медаль «За доблестный труд. В ознаменование 100-летия со дня рождения Владимира Ильича Ленина»
- 1986 — Медаль «За трудовое отличие»
- 1991 — Заслуженный деятель науки Азербайджанской Республики (12 мая 1991 года) — за заслуги в развитии науки и подготовке высококвалифицированных научных кадров в Республике[4]
- 2004 — Орден «Слава» (14 февраля 2004 года) — за заслуги в развитии азербайджанской науки[5]
- 2011 — Медаль Александра Гумбольдта (присуждена по решению Научного совета и президиума Европейской Академии Наук, за особые заслуги в научных исследованиях).
- 2011 — Диплом «Почетный ученый Европы» (по решению Научного Совета Европейского Научного общества, Международного рыцарского объединения и Президиума Европейской Академии Естественных наук за влияние на научную сферу).
- Медали имени М.Алиева
- Медаль, почетная грамота Государственного комитета по проблемам семьи, детей и женщин.
- Почетные грамоты: МНХГ, СССР, АН, Азербайджанской ССР, Азербайджанской государственной нефтяной кампании
- Премия международного общества
- «Заслуженный изобретатель Азербайджанской ССР»
- « Интеллектуальная собственность»

## Публикации
- Самедова Ф. И. Смазочные масла из бакинских парафинистых нефтей, Баку: Элм, 1987, 255 с.
- Самедова Ф. И., Мир-Бабаев М. Ф. Высокомолекулярные гетероатомные соединения нефтей Азербайджана. Баку: Нефис, 1992, 138 с.
- Самедова Ф. И. Теоретические основы процессов производства нефтяных масел
- Самедова Ф. И., Гусейнова Б. А. Азербайджанские нефти новых месторождений и их гетероатомные соединения. Баку: Элм, 2009. 323 с.